# E592 (trasa europejska)
E592 – trasa europejska biegnąca przez Rosję. Zaliczana do tras kategorii B droga łączy Krasnodar z Dżubgą.

## Przebieg trasy
- Krasnodar E115
- Dżubga E97